# 정발중학교
정발중학교(鼎鉢中學校)는 대한민국 경기도 고양시 일산동구 마두동에 위치한 공립 중학교이다.

## 학교 연혁
- 1994년 11월 1일 : 정발중학교 설립인가
- 1995년 4월 1일 : 초대 이택로 교장 취임
- 1995년 5월 1일 : 정발중학교 개교(4학급 인가)
- 1997년 10월 30일 : 정발중학교 교실 완공(5층 10교실, 특별실 10교실)
- 2019년 3월 1일 : 제10대 조성의 교장 취임
- 2020년 2월 6일 : 제25회 졸업(356명) 연 11,787명
- 2020년 3월 1일 : 정발중학교 31학급 인가

## 참고 자료
- 정발중학교 - 한국교육학술정보원 학교알리미